# Cycas segmentifida
Cycas segmentifida é uma espécie de cicadófita do género Cycas da família Cycadaceae, nativa do oeste de Guangxi, sul de Guizhou, e sudoeste de Yunnan na China. Segundo dados de 2010, a população tende a descrescer.